# Тарік Ельюнуссі
Тарік Ельюнуссі (норв. Tarik Elyounoussi; нар. 23 лютого 1988, Ель-Хосейма) — норвезький футболіст марокканського походження, нападник збірної Норвегії та японського клубу «Сьонан Бельмаре».
Має двоюрідного брата Мохамеда Ельюнуссі, який також грає за норвезьку футбольну збірну.

## Клубна кар'єра
Народився 23 лютого 1988 року в місті Ель-Хосейма в Марокко. У віці 11 років разом з батьками переїхав до Норвегії, де і почав грати у складі юнацьких команд футбольних клубів «Ніленде» та «Тросвік».
У дорослому футболі дебютував 2005 року виступами за «Фредрікстад», в якому провів три з половиною сезони, взявши участь у 69 матчах чемпіонату. 2006 року разом з командою став володарем Кубка Норвегії.
Своєю грою привернув увагу представників тренерського штабу нідерландського «Геренвена», до складу якого приєднався в серпні 2008 року. Відіграв за команду з Геренвена наступні півтора сезони своєї ігрової кар'єри. За цей час виборов титул володаря Кубка Нідерландів, але не зміг стати основним гравцем команди і в лютому 2010 року був відданий в оренду на батьківщину в «Ліллестрем», де і виступав до червня.
Після повернення до «Геренвена» Ельюнуссі провів за півроку лише два матчі у чемпіонаті, тому вже в 7 січня 2011 року Тарік повернувся до «Фредрікстада».
До складу клубу «Русенборг» приєднався 9 серпня 2012 року, підписавши контракт на три роки. Наразі встиг відіграти за команду з Тронгейма 11 матчів в національному чемпіонаті.

## Виступи за збірні
2005 року дебютував у складі юнацької збірної Норвегії, взяв участь у 10 іграх на юнацькому рівні, відзначившись 4 забитими голами.
Протягом 2006–2008 років залучався до складу молодіжної збірної Норвегії. На молодіжному рівні зіграв у 31 офіційному матчі, забив 7 голів.
28 травня 2008 року дебютував в офіційних матчах у складі національної збірної Норвегії в товариському матчі проти збірної Уругваю, в якому відразу відзначився голом. Наразі провів у формі головної команди країни 48 матчів, забивши 9 голів.

## Статистика виступів
Статистика станом на 17 жовтня 2012 року.

### Статистика клубних виступів
| Сезон                   | Клуб                    | Чемпіонат               | Чемпіонат | Чемпіонат | Національний кубок | Національний кубок | Національний кубок | Континентальні кубки | Континентальні кубки | Континентальні кубки | Supercoppe | Supercoppe | Supercoppe | Усього | Усього |
| Сезон                   | Клуб                    | Ліга                    | Ігор      | Голів     | Ліга               | Ігор               | Голів              | Ліга                 | Ігор                 | Голів                | Ліга       | Ігор       | Голів      | Ігор   | Голів  |
| ----------------------- | ----------------------- | ----------------------- | --------- | --------- | ------------------ | ------------------ | ------------------ | -------------------- | -------------------- | -------------------- | ---------- | ---------- | ---------- | ------ | ------ |
| 2005                    | «Фредрікстад»           | Т                       | 3         | 0         | КН                 | 1                  | 0                  | —                    | —                    | —                    | —          | —          | —          | 4      | 0      |
| 2006                    | «Фредрікстад»           | Т                       | 25        | 5         | КН                 | 6                  | 4                  | —                    | —                    | —                    | —          | —          | —          | 28     | 5      |
| 2007                    | «Фредрікстад»           | Т                       | 25        | 9         | КН                 | 2                  | 1                  | КУЄФА                | 2                    | 0                    | —          | —          | —          | 29     | 10     |
| 2008                    | «Фредрікстад»           | Т                       | 16        | 5         | КН                 | 3                  | 1                  | —                    | —                    | —                    | —          | —          | —          | 19     | 6      |
| 2008-09                 | «Геренвен»              | E                       | 20        | 2         | КН                 | 1                  | 0                  | КУЄФА                | 5                    | 3                    | —          | —          | —          | 26     | 5      |
| 2009-10                 | «Геренвен»              | E                       | 9         | 0         | КН                 | 0                  | 0                  | ЛЄ                   | 2                    | 0                    | —          | —          | —          | 11     | 0      |
| 2010                    | «Ліллестрем»            | Т                       | 14        | 4         | КН                 | 3                  | 2                  | —                    | —                    | —                    | —          | —          | —          | 17     | 6      |
| 2010-11                 | «Геренвен»              | E                       | 2         | 0         | КН                 | 0                  | 0                  | —                    | —                    | —                    | —          | —          | —          | 2      | 0      |
| Усього за «Геренвен»    | Усього за «Геренвен»    | Усього за «Геренвен»    | 31        | 2         |                    | 1                  | 0                  |                      | 5                    | 3                    |            | —          | —          | 37     | 5      |
| 2011                    | «Фредрікстад»           | Т                       | 28        | 13        | КН                 | 4                  | 2                  | —                    | —                    | —                    | —          | —          | —          | 32     | 15     |
| 2012                    | «Фредрікстад»           | Т                       | 16        | 7         | КН                 | 1                  | 3                  | —                    | —                    | —                    | —          | —          | —          | 17     | 10     |
| Усього за «Фредрікстад» | Усього за «Фредрікстад» | Усього за «Фредрікстад» | 113       | 39        |                    | 17                 | 11                 |                      | 2                    | 0                    |            | —          | —          | 132    | 50     |
| 2012                    | «Русенборг»             | Т                       | 7         | 0         | КН                 | —                  | —                  | ЛЄ                   | 4                    | 1                    | —          | —          | —          | 11     | 1      |
| Усього                  | Усього                  | Усього                  | 165       | 45        |                    | 21                 | 13                 |                      | 13                   | 4                    |            | —          | —          | 199    | 62     |

### Статистика виступів за збірну
| Дата       | Місто           | Господарі         | Результат | Гості      | Турнір            | Голи | Примітки |
| ---------- | --------------- | ----------------- | --------- | ---------- | ----------------- | ---- | -------- |
| 28/05/2008 | Осло            | Норвегія          | 2 – 2     | Уругвай    | товариський матч  | 1    |          |
| 15/10/2008 | Осло            | Норвегія          | 0 – 1     | Нідерланди | Відбір до ЧС 2010 | -    |          |
| 19/11/2008 | Дніпропетровськ | Україна           | 1 – 0     | Норвегія   | товариський матч  | -    |          |
| 10/08/2011 | Осло            | Норвегія          | 3 – 0     | Чехія      | товариський матч  | -    |          |
| 15/01/2012 | Бангкок         | Данія             | 1 – 1     | Норвегія   | товариський матч  | 1    |          |
| 18/01/2012 | Бангкок         | Таїланд           | 0 – 1     | Норвегія   | товариський матч  | -    |          |
| 21/01/2012 | Бангкок         | Південна Корея    | 3 – 0     | Норвегія   | товариський матч  | -    |          |
| 29/02/2012 | Белфаст         | Північна Ірландія | 0 – 3     | Норвегія   | товариський матч  | 1    |          |
| 26/05/2012 | Осло            | Норвегія          | 0 – 1     | Англія     | товариський матч  | -    |          |
| 02/06/2012 | Осло            | Норвегія          | 1 – 1     | Хорватія   | товариський матч  | 1    |          |
| 15/08/2012 | Осло            | Норвегія          | 2 – 3     | Греція     | товариський матч  | -    |          |
| 07/09/2012 | Рейк'явік       | Ісландія          | 2 – 0     | Норвегія   | Відбір до ЧС 2014 | -    |          |
| 11/09/2012 | Осло            | Норвегія          | 2 – 1     | Словенія   | Відбір до ЧС 2014 | -    |          |
| 12/10/2012 | Берн            | Швейцарія         | 1 – 1     | Норвегія   | Відбір до ЧС 2014 | -    |          |
| 16/10/2012 | Ларнака         | Кіпр              | 1 – 3     | Норвегія   | Відбір до ЧС 2014 | 1    |          |
| Усього     |                 | Матчів            | 15        |            | Голів             | 5    |          |

## Титули і досягнення

### Командні
- Володар Кубка Норвегії (1):

«Фредрікстад»: 2006
- Володар Кубка Нідерландів (1):

«Геренвен»: 2008-09

### Особисті
- Молодий гравець року в Норвегії: 2006, 2007
- Гравець місяця Аллсвенскан: травень 2019[1]